# Wang Zhe

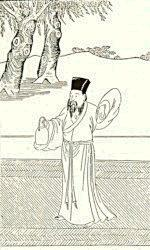
Wang Zhe

Wang Zhe chinesisch 王嚞, Pinyin Wáng Zhé (1113–1170) war der Begründer der daoistischen Quanzhen-Schule der inneren Alchemie, die in den Jahren 1167 und 1168 von ihm gegründet wurde und die sich von Shanxi bis Shandong zuerst in den unteren Schichten der Bevölkerung ausbreitete.

## Name
Ursprünglich lautete sein Vorname Zhongfu 中孚 und sein zi Yunqing 允卿, da er aber die Beamtenprüfung nicht bestand und in den Militärdienst wechseln wollte, änderte er seinen Vornamen zu Shixiong 世雄 und seinen zi zu Dewei 德威. Wie sein hao 重阳子 (Chongyangzi, Meister des doppelten Yang) alles sehr programmatische Namen.

## Leben
Wang Zhe stammte aus Xianyang 咸阳 in der heutigen Provinz Shaanxi 陕西 und war ein Gelehrter, der sich auch in der Kunst des Bogenschießens und des Schwertkampfes übte. Aufgrund seiner kriegerischen Kühnheit wurde er in den öffentlichen Dienst aufgenommen, verließ aber mit 47 seine Familie und die Armee und wurde daoistischer Mönch. Später hatte Wang Zhe sieben Schüler, darunter die berühmte weibliche Erleuchtete Sun Bu’er, und diese Schüler sorgten dann für die weite Verbreitung der Quanzhen-Schule, die vor allem in Nordchina den Chan-Buddhismus an Einfluss verdrängte.
Wang Zhe vertrat einen Synkretismus der Vereinigung der Drei Lehren, zu denen das Studium konfuzianischer Klassiker und des buddhistischen Herzsutra gehörte, und seine Lehre ist durch eine starke Verinnerlichung, die sich von der früheren Unsterblichkeitssuche des Daoismus abwandte, und durch das Bemühen um die angemessenen Mitte gekennzeichnet. Sie predigt Abkehr von Alkohol, Sexualität, Zorn und dem Streben nach Reichtum und war die erste daoistische Schule, die nach Vorbild des Chan Klöster einrichtete.
Von Wang Zhe sind viele Schriften überliefert, von denen die meisten in einer belehrenden Form geschrieben sind und sich an seine Schüler wenden.